# La Voix d'un ange
Albums de Grégory Lemarchal
Olympia 06
(2006) Rêves
(2009)
Singles
1. De temps en temps
Sortie : 11 juin 2007
2. Le lien
Sortie : janvier 2008
3. Restons amis
Sortie : 28 avril 2008

La Voix d'un ange est le nom du second album studio enregistré par Grégory Lemarchal. Il est sorti le 18 juin 2007, environ un mois et demi après la mort du chanteur. L'album contient les singles De temps en temps, Le Lien et Restons amis. L’album a connu un très grand succès en étant n°1 du classement des ventes dès sa sortie en France, Belgique francophone et en Suisse. Il sera certifié disque de diamant en France et Platinum IFPI en 2008 pour plus d’un million d’exemplaires vendus.
L'album est composé de chansons inédites de Grégory Lemarchal et de plusieurs reprises qu'il a interprétées lorsqu'il participait à la saison 4 de Star Academy.
Un an après sa sortie, l'album était encore classé en France et en Belgique.

## Liste des pistes
| No  | Titre                                          | Auteur                                                | Durée |
| --- | ---------------------------------------------- | ----------------------------------------------------- | ----- |
| 1.  | De temps en temps                              | Davide Esposito, Grégory Lemarchal                    | 3:54  |
| 2.  | Restons amis                                   | Isabelle Bernal, Davide Esposito, Rémi Lacroix        | 3:43  |
| 3.  | Le lien                                        | Patrick Fiori, Julie Zenatti                          | 3:32  |
| 4.  | Recevoir                                       | Julie d'Aimé, Pierre Jaconelli                        | 4:18  |
| 5.  | Con te partirò                                 | Lucio Quarantotto, Francesco Sartori                  | 4:28  |
| 6.  | Là-bas                                         | Jean-Jacques Goldman                                  | 4:28  |
| 7.  | Envole-moi                                     | Jean-Jacques Goldman                                  | 4:10  |
| 8.  | SOS d'un terrien en détresse                   | Michel Berger, Luc Plamondon                          | 4:23  |
| 9.  | The Show Must Go On                            | John Deacon, Brian May, Freddie Mercury, Roger Taylor | 3:56  |
| 10. | Même si (Titre original : What You're Made Of) | Peter Gordeno, Michael Peden, Lucie Silvas            | 3:57  |
| 11. | Et maintenant                                  | Gilbert Bécaud, Pierre Delanoë                        | 4:16  |

## Classements
| Pays                | Classement le plus élevé |
| ------------------- | ------------------------ |
| France (SNEP)       | 1,                       |
| Belgique (Wallonie) | 1                        |
| Suisse              | 1                        |

## Certifications
| Pays          | Certification | Dates           | Ventes                                      |
| ------------- | ------------- | --------------- | ------------------------------------------- |
| Europe (IFPI) | Platinum      | 2008            | +1 000 000                                  |
| Belgique (Fr) | Platine       | 28 juillet 2007 | 40 000                                      |
| France        | Diamant       | —               | 750 000 (certifiés) 1 150 000 (aujourd'hui) |

## Récompenses
- Le titre « De temps en temps » a reçu en 2008 le Prix Vincent-Scotto de la SACEM[16].

## Postérité
L’album est resté classé plusieurs mois en France, en Belgique et en Suisse après sa sortie.  
Une émission spéciale diffusée sur TF1, Grégory : la voix d’un ange, a permis de récolter plus de 6 millions d’euros pour la recherche et la lutte contre la mucoviscidose.  
En novembre 2009, l’album posthume Rêves est publié, incluant plusieurs titres inédits.